# Taro Kagava
Taro Kagava (japonsko 賀川 太郎), japonski nogometaš, 9. avgust 1922, Hjogo, Japonska, † 6. marec 1990.
Za japonsko reprezentanco je odigral 5 uradnih tekem.